# Joachim Süchting
Joachim Süchting (* 27. März 1933 in Wismar; † 14. November 2004 in Bochum) war ein deutscher Betriebswirt und Hochschullehrer.

## Leben
Süchting absolvierte zunächst 1952 eine kaufmännische Ausbildung bei der Commerzbank in Essen, um danach an der Universität zu Köln Betriebswirtschaft zu studieren. Danach absolvierte er eine Sonderausbildung zum Filialleiter bei der Commerzbank und kehrte 1960 in den Wissenschaftsbetrieb zurück, um 1962 zu promovieren. Anschließend hielt er sich mehrmals zu Forschungsaufenthalten in den USA auf, bis er 1969 an der Universität Frankfurt habilitierte.
Anschließend wurde er 1970 auf den Lehrstuhl für Finanzierung und Kreditwirtschaft an der Ruhr-Universität Bochum berufen. Er war der erste Bankwissenschaftler dieser Universität. Hier blieb er auch bis zu seiner Emeritierung im Jahr 1998. Andere Rufe der Universitäten Mannheim, Münster und Gießen hatte er während aller Jahre abgelehnt.
Süchting baute als erster Lehrstuhl-Inhaber nicht nur die noch junge Fakultät auf, sondern gründete 1974 das Institut für Kredit- und Finanzwirtschaft (ikf), dem heute etwa 100 Banken und Versicherungen angehören. Mit dem Institut schuf er einen Brückenschlag zwischen Wissenschaft und Praxis. Außerdem war Süchting lange Jahre Wissenschaftlicher Leiter der Frankfurt School of Finance & Management. Süchting war zudem Leiter des Arbeitskreises Finanzierung der Schmalenbach-Gesellschaft für Betriebswirtschaft. Er gilt als renommiertester Vertreter der deutschen Bankbetriebslehre. Am 27. Januar 2000 wurde Süchting deshalb für seine Leistungen in Forschung und Lehre vom Fachbereich Wirtschaftswissenschaften der Universität Essen mit der ersten Ehrendoktorwürde dieser Fakultät ausgezeichnet.
Als Wissenschaftler hat er sich hohe Anerkennung und einen großen Bekanntheitsgrad auch durch ein gutes Dutzend Monografien erworben, von denen mehrere zu Standardwerken in der Ausbildung von Betriebswirten wurden, und durch eine Fülle von Zeitschriftenaufsätzen. Bankmanagement und Finanzmanagement lauten die Titel seiner beiden wichtigsten Lehrbücher im deutschsprachigen Raum.
Zu seinen Schülern zählt unter anderen Stephan Paul, der aktuelle Inhaber des Lehrstuhls für Finanzierung und Kreditwirtschaft der Ruhr-Universität Bochum.